# Lista de gols de Zlatan Ibrahimović pela Seleção Sueca de Futebol

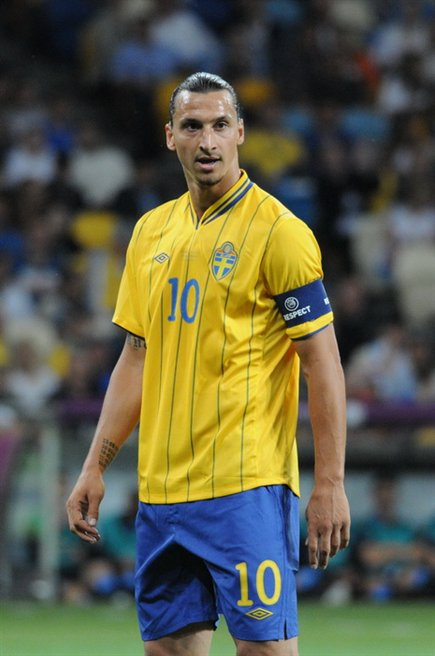
Ibrahimović atuando pela Suécia em 2012.

Zlatan Ibrahimović é um futebolista profissional sueco, que atuou pela Seleção Sueca em competições internacionais entre os anos de 2001 e 2016. Devido às suas ascendências, ele estava disponível para escolher entre as seleções da Bósnia e Herzegovina e da Croácia. Fez a sua estreia pela Suécia em um empate de 0–0 diante das Ilhas Faroe em 31 de janeiro de 2001. O primeiro gol de Ibrahimović foi marcado em sua quarta partida, em outubro do mesmo ano, em confronto com o Azerbaijão. Antes disto, o atacante havia feito sete partidas e seis gols pela Suécia Sub-21, os quais não são reconhecidos como oficiais pelo país. Durante a sua carreira internacional pela Suécia, o jogador fez 62 gols em 116 partidas, tornando-o como o maior artilheiro de todos os tempos pela Seleção, ao superar a marca de Sven Rydell em 2014, onde marcou dois gols em um jogo amistoso contra a Estônia na Arena da Amizade. Em 21 de junho de 2016, Zlatan anunciou a sua aposentadoria da Seleção após o Campeonato Europeu de Futebol de 2016, disputando a sua última partida pela Suécia no dia seguinte contra a Bélgica.
Ibrahimović marcou o seu primeiro hat-trick em 4 de setembro de 2004, com quatro gols contra a Malta, que foi a Seleção em que o atleta fez o maior número de gols para sua seleção (6). Ele realizou outros três hat-tricks em competições internacionais; além do jogo citado anteriormente, Zlatan fez três gols contra a Finlândia durante as qualificações para o Campeonato Europeu de Futebol de 2012; quatro em um jogo amistoso contra a Inglaterra; e três em um jogo amistoso contra a Noruega. Mais da metade dos gols feitos pelo atacante foram em território nacional, tendo sido 20 na Arena da Amizade, 11 no Estádio Råsunda, cinco no Estádio Ullevi, dois no Estádio Swedbank e um no Estádio Gamla Ullevi.
A maioria dos gols de Ibrahimović pela Seleção foram marcados em partidas qualificatórias. Ele fez 19 em qualificações para o Campeonato Europeu, sendo 11 destes feitos durante a fase qualificatória de 2016, onde terminou como o segundo maior artilheiro, atrás do polonês Robert Lewandowski. Zlatan também fez 19 gols em partidas qualificatórias para a Copa do Mundo de Futebol; no entanto, fez seis gols em Campeonatos Europeus e não fez nenhum gol em Copas do Mundo.

## Gols
| No. | Jogo | Data                    | Local                                         | Adversário    | Placar | Resultado | Competição                                 | Ref    |
| --- | ---- | ----------------------- | --------------------------------------------- | ------------- | ------ | --------- | ------------------------------------------ | ------ |
| 1   | 4    | 7 de outubro de 2001    | Estádio Råsunda, Solna, Suécia                | Azerbaijão    | 3–0    | 3–0       | Eliminatórias - Copa do Mundo FIFA de 2002 | [ 3 ]  |
| 2   | 13   | 21 de agosto de 2002    | Estádio Lokomotiv de Moscou, Moscou, Rússia   | Rússia        | 1–1    | 1–1       | Amistoso                                   | [ 12 ] |
| 3   | 15   | 12 de outubro de 2002   | Estádio Råsunda, Solna, Suécia                | Hungria       | 1–1    | 1–1       | Qualificações - Eurocopa de 2004           | [ 13 ] |
| 4   | 16   | 30 de abril de 2003     | Estádio Råsunda, Solna, Suécia                | Croácia       | 1–1    | 1–2       | Amistoso                                   | [ 14 ] |
| 5   | 17   | 6 de setembro de 2003   | Ullevi, Gotemburgo, Suécia                    | San Marino    | 3–0    | 5–0       | Qualificações - Eurocopa de 2004           | [ 15 ] |
| 6   | 17   | 6 de setembro de 2003   | Ullevi, Gotemburgo, Suécia                    | San Marino    | 5–0    | 5–0       | Qualificações - Eurocopa de 2004           | [ 15 ] |
| 7   | 20   | 31 de março de 2004     | Ullevi, Gotemburgo, Suécia                    | Inglaterra    | 1–0    | 1–0       | Amistoso                                   | [ 16 ] |
| 8   | 24   | 14 de junho de 2004     | Estádio José Alvalade, Lisboa, Portugal       | Bulgária      | 4–0    | 5–0       | Eurocopa 2004                              | [ 17 ] |
| 9   | 25   | 18 de junho de 2004     | Estádio do Dragão, Porto, Portugal            | Itália        | 1–1    | 1–1       | Eurocopa 2004                              | [ 18 ] |
| 10  | 28   | 18 de agosto de 2004    | Estádio Råsunda, Solna, Suécia                | Países Baixos | 2–2    | 2–2       | Amistoso                                   | [ 19 ] |
| 11  | 29   | 4 de setembro de 2004   | Estádio Nacional de Ta' Qali, Ta' Qali, Malta | Malta         | 1–0    | 7–0       | Eliminatórias - Copa do Mundo FIFA de 2006 | [ 6 ]  |
| 12  | 29   | 4 de setembro de 2004   | Estádio Nacional de Ta' Qali, Ta' Qali, Malta | Malta         | 2–0    | 7–0       | Eliminatórias - Copa do Mundo FIFA de 2006 | [ 6 ]  |
| 13  | 29   | 4 de setembro de 2004   | Estádio Nacional de Ta' Qali, Ta' Qali, Malta | Malta         | 3–0    | 7–0       | Eliminatórias - Copa do Mundo FIFA de 2006 | [ 6 ]  |
| 14  | 29   | 4 de setembro de 2004   | Estádio Nacional de Ta' Qali, Ta' Qali, Malta | Malta         | 5–0    | 7–0       | Eliminatórias - Copa do Mundo FIFA de 2006 | [ 6 ]  |
| 15  | 33   | 4 de junho de 2005      | Ullevi, Gotemburgo, Suécia                    | Malta         | 4–0    | 6–0       | Eliminatórias - Copa do Mundo FIFA de 2006 | [ 20 ] |
| 16  | 34   | 3 de setembro de 2005   | Estádio Råsunda, Solna, Suécia                | Bulgária      | 3–0    | 3–0       | Eliminatórias - Copa do Mundo FIFA de 2006 | [ 21 ] |
| 17  | 35   | 7 de setembro de 2005   | Estádio Puskás Ferenc, Budapeste, Hungria     | Hungria       | 1–0    | 1–0       | Eliminatórias - Copa do Mundo FIFA de 2006 | [ 22 ] |
| 18  | 36   | 12 de outubro de 2005   | Estádio Råsunda, Solna, Suécia                | Islândia      | 1–1    | 3–1       | Eliminatórias - Copa do Mundo FIFA de 2006 | [ 23 ] |
| 19  | 51   | 10 de junho de 2008     | Estádio Wals-Siezenheim, Salzburgo, Áustria   | Grécia        | 1–0    | 2–0       | Eurocopa 2008                              | [ 24 ] |
| 20  | 52   | 14 de junho de 2008     | Tivoli-Neu, Innsbruck, Áustria                | Espanha       | 1–1    | 1–2       | Eurocopa 2008                              | [ 25 ] |
| 21  | 58   | 10 de junho de 2009     | Ullevi, Gotemburgo, Suécia                    | Malta         | 3–0    | 4–0       | Eliminatórias - Copa do Mundo FIFA de 2010 | [ 26 ] |
| 22  | 59   | 5 de setembro de 2009   | Estádio Ferenc Puskás, Budapeste, Hungria     | Hungria       | 2–1    | 2–1       | Eliminatórias - Copa do Mundo FIFA de 2010 | [ 27 ] |
| 23  | 63   | 11 de agosto de 2010    | Estádio Råsunda, Solna, Suécia                | Escócia       | 1–0    | 3–0       | Amistoso                                   | [ 28 ] |
| 24  | 65   | 7 de setembro de 2010   | Estádio Swedbank, Malmö, Suécia               | San Marino    | 1–0    | 6–0       | Qualificações - Eurocopa de 2012           | [ 29 ] |
| 25  | 65   | 7 de setembro de 2010   | Estádio Swedbank, Malmö, Suécia               | San Marino    | 5–0    | 6–0       | Qualificações - Eurocopa de 2012           | [ 29 ] |
| 26  | 69   | 7 de junho de 2011      | Estádio Råsunda, Solna, Suécia                | Finlândia     | 2–0    | 5–0       | Qualificações - Eurocopa de 2012           | [ 7 ]  |
| 27  | 69   | 7 de junho de 2011      | Estádio Råsunda, Solna, Suécia                | Finlândia     | 3–0    | 5–0       | Qualificações - Eurocopa de 2012           | [ 7 ]  |
| 28  | 69   | 7 de junho de 2011      | Estádio Råsunda, Solna, Suécia                | Finlândia     | 4–0    | 5–0       | Qualificações - Eurocopa de 2012           | [ 7 ]  |
| 29  | 75   | 29 de fevereiro de 2012 | Estádio Maksimir, Zagreb, Croácia             | Croácia       | 1–0    | 3–1       | Amistoso                                   | [ 30 ] |
| 30  | 76   | 30 de maio de 2012      | Gamla Ullevi, Gotemburgo, Suécia              | Islândia      | 1–0    | 3–2       | Amistoso                                   | [ 31 ] |
| 31  | 77   | 5 de junho de 2012      | Estádio Råsunda, Solna, Suécia                | Sérvia        | 2–1    | 2–1       | Amistoso                                   | [ 32 ] |
| 32  | 78   | 11 de junho de 2012     | Estádio Olímpico de Kiev, Kiev, Ucrânia       | Ucrânia       | 1–0    | 1–2       | Eurocopa de 2012                           | [ 33 ] |
| 33  | 80   | 19 de junho de 2012     | Estádio Olímpico de Kiev, Kiev, Ucrânia       | França        | 1–0    | 2–0       | Eurocopa de 2012                           | [ 34 ] |
| 34  | 83   | 12 de outubro de 2012   | Tórsvøllur, Tórshavn, Ilhas Faroé             | Ilhas Faroe   | 2–1    | 2–1       | Eliminatórias - Copa do Mundo FIFA de 2014 | [ 35 ] |
| 35  | 84   | 16 de outubro de 2012   | Estádio Olímpico de Berlim, Berlim, Alemanha  | Alemanha      | 1–4    | 4–4       | Eliminatórias - Copa do Mundo FIFA de 2014 | [ 36 ] |
| 36  | 85   | 14 de novembro de 2012  | Arena da Amizade, Solna, Suécia               | Inglaterra    | 1–0    | 4–2       | Amistoso                                   | [ 8 ]  |
| 37  | 85   | 14 de novembro de 2012  | Arena da Amizade, Solna, Suécia               | Inglaterra    | 2–2    | 4–2       | Amistoso                                   | [ 8 ]  |
| 38  | 85   | 14 de novembro de 2012  | Arena da Amizade, Solna, Suécia               | Inglaterra    | 3–2    | 4–2       | Amistoso                                   | [ 8 ]  |
| 39  | 85   | 14 de novembro de 2012  | Arena da Amizade, Solna, Suécia               | Inglaterra    | 4–2    | 4–2       | Amistoso                                   | [ 8 ]  |
| 40  | 90   | 11 de junho de 2013     | Arena da Amizade, Solna, Suécia               | Ilhas Faroe   | 1–0    | 2–0       | Eliminatórias - Copa do Mundo FIFA de 2014 | [ 37 ] |
| 41  | 90   | 11 de junho de 2013     | Arena da Amizade, Solna, Suécia               | Ilhas Faroe   | 2–0    | 2–0       | Eliminatórias - Copa do Mundo FIFA de 2014 | [ 37 ] |
| 42  | 91   | 14 de agosto de 2013    | Arena da Amizade, Solna, Suécia               | Noruega       | 1–0    | 4–2       | Amistoso                                   | [ 9 ]  |
| 43  | 91   | 14 de agosto de 2013    | Arena da Amizade, Solna, Suécia               | Noruega       | 2–2    | 4–2       | Amistoso                                   | [ 9 ]  |
| 44  | 91   | 14 de agosto de 2013    | Arena da Amizade, Solna, Suécia               | Noruega       | 3–2    | 4–2       | Amistoso                                   | [ 9 ]  |
| 45  | 93   | 10 de setembro de 2013  | Astana Arena, Astana, Cazaquistão             | Cazaquistão   | 1–0    | 1–0       | Eliminatórias - Copa do Mundo FIFA de 2014 | [ 38 ] |
| 46  | 94   | 11 de outubro de 2013   | Arena da Amizade, Solna, Suécia               | Áustria       | 2–1    | 2–1       | Eliminatórias - Copa do Mundo FIFA de 2014 | [ 39 ] |
| 47  | 96   | 19 de novembro de 2013  | Arena da Amizade, Solna, Suécia               | Portugal      | 1–1    | 2–3       | Eliminatórias - Copa do Mundo FIFA de 2014 | [ 40 ] |
| 48  | 96   | 19 de novembro de 2013  | Arena da Amizade, Solna, Suécia               | Portugal      | 2–1    | 2–3       | Eliminatórias - Copa do Mundo FIFA de 2014 | [ 40 ] |
| 49  | 99   | 4 de setembro de 2014   | Arena da Amizade, Solna, Suécia               | Estónia       | 1–0    | 2–0       | Amistoso                                   | [ 41 ] |
| 50  | 99   | 4 de setembro de 2014   | Arena da Amizade, Solna, Suécia               | Estónia       | 2–0    | 2–0       | Amistoso                                   | [ 41 ] |
| 51  | 101  | 15 de novembro de 2014  | Estádio Pod Goricom, Podgorica, Montenegro    | Montenegro    | 1–0    | 1–1       | Qualificações - Eurocopa de 2016           | [ 42 ] |
| 52  | 102  | 27 de março de 2015     | Estádio Zimbru, Chișinău, Moldávia            | Moldávia      | 1–0    | 2–0       | Qualificações - Eurocopa de 2016           | [ 43 ] |
| 53  | 102  | 27 de março de 2015     | Estádio Zimbru, Chișinău, Moldávia            | Moldávia      | 2–0    | 2–0       | Qualificações - Eurocopa de 2016           | [ 43 ] |
| 54  | 103  | 31 de março de 2015     | Arena da Amizade, Solna, Suécia               | Irã           | 1–0    | 3–1       | Amistoso                                   | [ 44 ] |
| 55  | 105  | 14 de junho de 2015     | Arena da Amizade, Solna, Suécia               | Montenegro    | 2–0    | 3–1       | Qualificações - Eurocopa de 2016           | [ 45 ] |
| 56  | 105  | 14 de junho de 2015     | Arena da Amizade, Solna, Suécia               | Montenegro    | 3–0    | 3–1       | Qualificações - Eurocopa de 2016           | [ 45 ] |
| 57  | 107  | 8 de setembro de 2015   | Arena da Amizade, Solna, Suécia               | Áustria       | 1–4    | 1–4       | Qualificações - Eurocopa de 2016           | [ 46 ] |
| 58  | 108  | 9 de outubro de 2015    | Rheinpark Stadion, Vaduz, Liechtenstein       | Liechtenstein | 2–0    | 2–0       | Qualificações - Eurocopa de 2016           | [ 47 ] |
| 59  | 109  | 12 de outubro de 2015   | Arena da Amizade, Solna, Suécia               | Moldávia      | 1–0    | 2–0       | Qualificações - Eurocopa de 2016           | [ 48 ] |
| 60  | 110  | 14 de novembro de 2015  | Arena da Amizade, Solna, Suécia               | Dinamarca     | 2–0    | 2–1       | Repescagem - Eurocopa de 2016              | [ 49 ] |
| 61  | 111  | 17 de novembro de 2015  | Telia Parken, Copenhagen, Dinamarca           | Dinamarca     | 1–0    | 2–2       | Repescagem - Eurocopa de 2016              | [ 50 ] |
| 62  | 111  | 17 de novembro de 2015  | Telia Parken, Copenhagen, Dinamarca           | Dinamarca     | 2–0    | 2–2       | Repescagem - Eurocopa de 2016              | [ 50 ] |

## Estatísticas

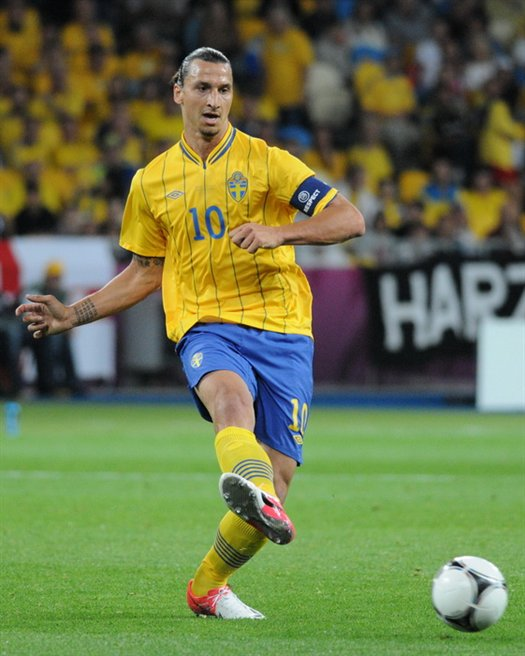
Zlatan Ibrahimović atuando contra a Inglaterra em uma partida do Campeonato Europeu de Futebol de 2012.

| Ano   | Jogos | Gols |
| ----- | ----- | ---- |
| 2001  | 5     | 1    |
| 2002  | 10    | 2    |
| 2003  | 4     | 3    |
| 2004  | 12    | 8    |
| 2005  | 5     | 4    |
| 2006  | 6     | 0    |
| 2007  | 7     | 0    |
| 2008  | 7     | 2    |
| 2009  | 6     | 2    |
| 2010  | 4     | 3    |
| 2011  | 8     | 3    |
| 2012  | 11    | 11   |
| 2013  | 11    | 9    |
| 2014  | 5     | 3    |
| 2015  | 10    | 11   |
| 2016  | 5     | 0    |
| Total | 116   | 62   |

| Competição                                     | Gols |
| ---------------------------------------------- | ---- |
| Eliminatórias da Copa do Mundo FIFA            | 19   |
| Qualificações do Campeonato Europeu de Futebol | 19   |
| Amistosos                                      | 18   |
| Campeonato Europeu de Futebol                  | 6    |
| Total                                          | 62   |